# Culture de Milograd

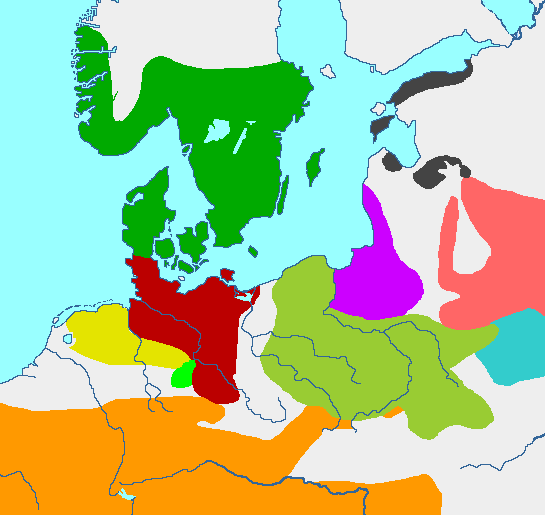
Début de l'âge du fer :
Premier âge du fer nordique
Culture de Jastorf
Groupe de Harpstedt-Nienburg
Culture de Hallstatt
Culture poméranienne
Culture des urnes en forme de maison
Culture Dniepr-Donets
Culture des tumuli baltes
Culture de Milograd
Premier âge du fer estonien

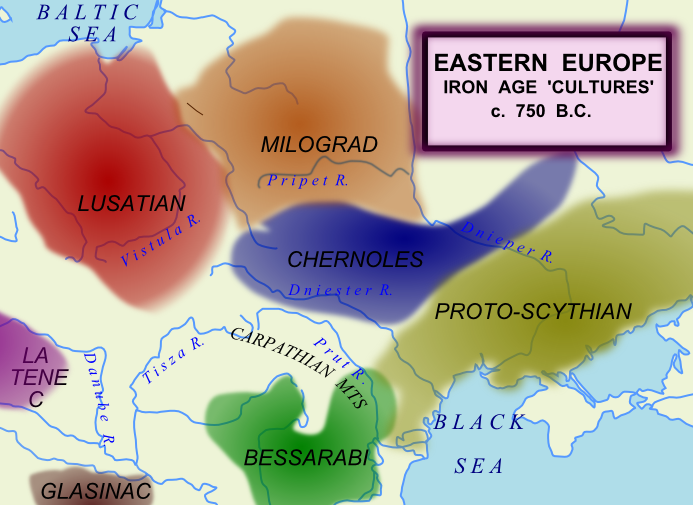
Europe de l'Est vers 750 av. J.-C.
Culture de Milograd
Culture de Tchernolis
Culture lusacienne
Scythes
Thraces

Extension de la culture de Milograd

La culture de Milograd était une culture du premier âge du fer, du VIIe au Ier siècle av. J.-C. dans la Biélorussie et l'Ukraine actuelles.
Sa classification ethnique n'est pas claire; on la rattache parfois au groupe balte. 

## Extension
L'aire de distribution de la culture de Milograd était sur le Pripiat et le Dniepr supérieur entre Berezina et Ros. 
Son nom dérive de la ville de Milograd, sur le Dniepr, raïon de Retchytsa, dans le voblast de Homiel en Biélorussie. 
Les cultures adjacentes étaient la céramique de ligne et la culture Dniepr-Donets au nord, la culture de Jukhnovo à l'est, la culture de Tchernolis au sud et la culture poméranienne à l'ouest. 

## Établissements
La culture de Milograd peut être divisée en deux groupes: sur le Pripiat et sur le Dniepr supérieur. Le groupe du Dniepr s'est installé à environ 2 à 5 km de la rive fertile droite du Dniepr et à 10 km ou plus de la rive marécageuse gauche. Le groupe du Pripiat s'est établi sur les hauteurs des marais du Pripiat, qu'ils utilisaient sans doute comme zones de protection et de retraite. 
Leurs établissements étaient fortifiées par des murs en bois et terre, avec parfois plusieurs murs indépendants (Haroshki, Milograd). 
Les maisons étaient rondes, ovales ou rectangulaires et avaient une superficie de 12 à 16 m². Elles étaient sous ou au niveau du sol (groupe du Pripiat), avec des  fenêtres. 

## Économie
La base de la vie était l'agriculture et l'élevage, ainsi que la chasse et la pêche. Les outils étaient en fer, en pierre, en cuir, bronze, en ambre en bronze; le tissage et la poterie étaient développés. La céramique était ornée. Les armes et les bijoux étaient en fer. 
La culture matérielle montre les influences des cultures voisines. Des flèches scythes ont été trouvées. La manière dont les objets funéraires se trouvent dans les tumulus est également influencée par les Scythes. Des objets celtes, comme des objets en fer et en bronze provenant d'Europe centrale, ont été trouvés près de Homiel. 

## Enterrements
Initialement, l'inhumation a eu lieu dans des monticules funéraires bas empilés sur des structures en bois d'un diamètre pouvant atteindre 22 mètres. De nombreux objets funéraires ont été conservés. Plus tard, la crémation a commencé dans des tombes rondes ou ovales situées à l'intérieur des établissements.  

## Culture suivante
Entre le IIIème et le Ier siècle av. J.-C., la culture de Milograd a été lentement remplacée par la culture de Tsaroubintsy. Jusqu'au Ier siècle av. J.-C., les deux cultures semblent avoir coexisté. 